# William Marshall (tenista)
William Marshall foi um tenista britânico. Foi junto com Spencer Gore o primeiro finalista do Torneio de Wimbledon em 1877, onde acabou levando a pior nesse confronto, perdendo por 6–1 6–2 6–4. Essa foi a única final dele nos chamados torneios Grand Slam de tênis.
Chegou a ser o número 2 do ranking mundial, em 1977.